# Custo de transação
A parte da economia que trata dos custos de transação teve origem com os trabalhos seminais de Ronald Coase (1937). Ela procura compreender por que as firmas são responsáveis pela própria produção de bens e serviços ou optam por sua terceirização. Os custos de transação são os custos totais associados a uma transação, executando-se o mínimo preço possível do produto. A análise de transações visa obter eficiência na gestão dessas transações ou, em outras palavras, visa à minimização dos custos de transação. As transações e os custos, em se recorrer ao mercado, são exatamente os principais determinantes da forma de organização das empresas produtoras de bens ou serviços.

## A teoria do custo de transação
O ponto de partida da teoria do custo de transação é a consideração de que a empresa não possui apenas os custos de produção, mas também os custos de transação. Esses custos podem ser definidos como custos de negociar, redigir e garantir o cumprimento de um contrato. Quando os agentes recorrem ao mercado para conseguir equipamentos, serviços ou insumos, são esses os custos enfrentados. Essa teoria afirma que esses custos de transação mudam conforme as características da transação e do ambiente competitivo. 
De acordo com Oliver Williamson, a realização de transações entre as partes envolvidas enfrenta dificuldades originárias de dois elementos essenciais, levando à necessidade dessa teoria. Um está relacionado ao comportamento dos indivíduos: a teoria tem como pressuposto o fato dos homens possuírem uma racionalidade limitada, estando sempre propensos ao oportunismo. O homem não tem conhecimento integral sobre o ambiente, por isso não consegue obter uma solução que maximize a eficiência. 
Os custos de transação nada mais são do que o dispêndio de recursos econômicos para planejar, adaptar e monitorar as interações entre os agentes, garantindo que o cumprimento dos termos contratuais se faça de maneira satisfatória para as partes envolvidas e compatível com a sua funcionalidade econômica. Estes custos podem ser agrupados nos tópicos a seguir:  
- elaboração e negociação dos contratos
- mensuração e fiscalização de direitos de propriedade
- monitoramento do desempenho
- organização de atividades

A frase de Williamson aponta para o fato de que a expansão das empresas tende a aumentar os custos burocráticos (de coordenação administrativa), chegando a um ponto em que estes custos não compensam a realização de determinadas atividades internamente, pois ela pode recorrer ao mercado para tal e obter um custo muito menor, ou seja, terceirizar a atividade. Existem diversas razões para utilizar o sistema de preço como mecanismo de governança (recorrer ao mercado), sendo eles: 
- Benefícios tangíveis do uso do mercado
- Ganhar com a economia de escala
- Ganhar com a economia de aprendizagem
- Benefícios intangíveis do uso do mercado
- Reduzir os efeitos da agência (custos de agência)
- Reduzir os efeitos da influência (custo de influência)

## A decisão estratégica de comprar ou fazer
A teoria econômica por trás dos estudos sobre custos de transação afirma que quanto mais altos os custos de transação incorridos, mais as empresas tentarão minimizá-los por meio da integração vertical. Isso significa que elas vão optar por fazer o produto/serviço em questão ao invés de terceirizar a produção do mesmo. Assim, da mesma forma, quanto menores forem os custos de transação, mais as empresas tenderiam a optar por comprar o item. 
Exemplo de integração vertical: a mesma empresa realiza a extração do ferro, o transporte desse minério, sua fundição, produção do ferro gusa, das chapas de aço que são usadas em ferramentas e utensílios e finalizando com sua comercialização. 

### Razões para fazer
Existem algumas razões comuns para as empresas optarem pela produção própria, que exemplificam o conceito de Custos de Transação. Exemplos:
- Desejo de expandir o foco de produção
- Necessidade de controle direto sobre a produção
- Preocupação com controle de qualidade
- Preocupação com a propriedade intelectual
- Volume pequeno de produção para atrair fornecedores
- Falta de fornecedores competentes.

### Razões para comprar
Assim como existem razões para fazer, também existem razões frequentes para as empresas optarem por terceirizar a produção. Exemplos: 
- Falta de experiência técnica
- Conhecimento e experiência do fornecedor nas técnicas de produção
- Preferências por marcas parcerias estratégicas

## Aplicação - redes de suprimento
Quando tratando de uma rede de suprimentos, os custos de transação são influenciados por pelo menos, quatro fatores: 
- O número de fornecedores potenciais
- A especificidade de ativos dedicados à transação
- O nível geral de incerteza em torno da transação
- A frequência com a qual as transações ocorrem

Número de fornecedores: se há poucos fornecedores potencialmente capazes de fornecer determinado item, a tendência de haver comportamento oportunista do fornecedor é maior. Quanto menor o número de fornecedores potenciais, mais os mercados fornecedores com que se transaciona se aproximam da condição de monopólio. 
Especificidade de ativos: ativos são específicos a uma transação quando são altamente especializados e, portanto, têm pouco ou nenhum uso geral fora da específica relação fornecedor-cliente. Uma decisão de trocar o fornecedor exigiria a troca da máquina, aumentando substancialmente o custo de trocar esse fornecedor. Esse custo alto de troca pode também levar a comportamento oportunista do fornecedor. Portanto, quanto maior a especificidade de ativos de uma transação, maiores os custos de transação do item.
Incerteza: são as fontes de perturbações para as quais adaptações são requeridas numa relação fornecedor-cliente. O grau geral de incerteza que envolve uma transação tende a aumentar seus custos, mas quando há também assimetria de informação, favorecendo o fornecedor, o aumento dos custos de transação é potencializado pela possibilidade de comportamento oportunista. Portanto, quanto maior o nível de incerteza presente e futura em torno da transação, maiores seus custos. 
Frequência: Quanto mais frequentemente uma empresa transaciona com um fornecedor, mais vezes ela tem que incorrer nos custos de realizar cada transação e assim, maiores serão seus custos de transação em relação àquele item. Quanto maior a frequência das transações, maiores seus custos.
Ou seja, quanto maiores os níveis de especificidade do ativo, do cliente, das incertezas, da frequência, e quanto menor o número de potenciais fornecedores envolvidos com a transação, maiores seus custos. 
Esses custos de transação, previamente separados pela influência de quatro fatores, só existem porque os mercados são imperfeitos - por exemplo, a informação dos mercados não é 100% disponível e as pessoas não são 100% perfeitas na sua capacidade de analisá-las ou 100% racionais nas suas decisões. Esses custos incluem a busca por informação sobre o fornecedor, os custos de não conhecê-las perfeitamente, os custos de cotação, os custos de elaboração de contratos, os eventuais custos judiciais de fazer valer os contratos, entre outros.
Caso haja falhas na execução da transação, quando está não é processada como fora planejado ocorrem custos adicionais na transação. Isso ocorre se o fornecimento de tal insumo ou componente foge dos padrões combinados de qualidade, seu tempo de entrega não é cumprido ou a existência de produtos defeituosos. 
Além disso, segundo "Coase", se os custos de transação fossem nulos, a análise das escolhas organizacionais e contratuais não teria sequer necessidade de existir, pois em tal cenário a alocação dos direitos de propriedade se faria automaticamente de maneira ótima pelo jogo das trocas de mercado, quaisquer que fossem as distribuições iniciais destes direitos. 
Ronald Coase classifica os custos de transação em três principais categorias: 
1. Custos de busca e de informação: custos incorridos para verificar se o produto já existe em determinado mercado, para verificar qual o menor preço oferecido no mercado ou para verificar a utilidade e a funcionalidade do produto.
2. Custos de barganha: os custos de se estabelecer, com o comprador, um acordo que seja o mais justo possível.
3. Custos de policiamento: os custos incorridos ao garantir que o comprador cumpra o acordo da transação e de tomar as providências adequadas caso haja uma ruptura do acordo por parte deste.